# Teoría del valor
Una teoría del valor es cualquier teoría económica que intenta explicar el valor de cambio o el precio de los bienes y servicios. Las preguntas clave en la teoría económica incluyen por qué los bienes y servicios se valoran como están, cómo se genera el valor de los bienes y servicios y, para las teorías de valor normativo, cómo calcular el precio correcto de los bienes y servicios (si existe ese valor).

## Historia
Un bien o servicio. Uno de los primeros predecesores de los puntos de vista clásicos sobre la teoría del valor proviene de un folleto que se publicó en 1738. En este folleto, se discute cómo la mano de obra es la herramienta de medición más importante cuando se considera el valor. Esta idea surgió de los puntos de vista pre-monetarios del precio, donde el trabajo se intercambiaba por otros servicios laborales. Si bien esta fue una idea aceptada, no estuvo exenta de críticas.
Adam Smith estuvo de acuerdo con ciertos aspectos de la teoría del valor basada en la mano de obra, pero creía que no explicaba completamente el precio y la ganancia. En su lugar, propuso una "Teoría de la suma" (o teoría del costo de producción, para luego desarrollarla en la teoría del valor de cambio) en la que el valor explicado estaba determinado por varios factores diferentes, incluidos los salarios y las rentas. Esta teoría del valor, según Smith, explica mejor los precios naturales en el mercado. Si bien era una teoría poco aceptada en su momento, ofrecía una alternativa a otra teoría del valor popular de la época.
La teoría de la utilidad del valor era la creencia de que el precio y el valor se basaban únicamente en la cantidad de "uso" que un individuo recibía de un producto. Sin embargo, esta teoría es rechazada en la obra de Smith, La riqueza de las naciones. La famosa paradoja del "diamante y el agua" cuestiona esto al examinar el uso en comparación con el precio de estos productos. El agua, aunque es necesaria para la vida, es mucho menos costosa que los diamantes, que básicamente no tienen uso. La teoría del valor que sostiene la verdad divide a los pensadores económicos y es la base de muchas creencias socioeconómicas y políticas.
Silvio Gesell negó la teoría del valor en la economía ya que pensaba que la teoría del valor es inútil y evita a la economía poder convertirse en una ciencia y que una forma de administración guiada por la teoría del valor está condenada a la esterilidad y a la inactividad.

## Teoría intrínseca del valor
De acuerdo con la teoría intrínseca del valor (también llamada "teoría del valor objetivo"), el valor intrínseco caracteriza, en términos de valor, lo que algo tiene "en sí mismo", o "por sí mismo" o "por derecho propio". Es un concepto diferente al que acabamos de discutir. Es el valor que una entidad tiene en sí misma también, para lo que es, o como fin. Este valor no es físico, ya que diciendo que el valor es físico es lo mismo que decir que nuestras mentes son físicas. El valor no existe como un objeto, sin embargo, depende de las propiedades de un objeto.
El valor se crea a través de la actitud de los evaluadores o de juicios. El juicio moral y las decisiones son una parte crucial en este valor. El valor intrínseco en realidad corta nuestra decisión lógica y nos hace pensar solo en lo que nos parece correcto, no en nada más, porque es lo que hacemos que sea. Si algo tiene valor intrínseco, tiene propiedades o características en virtud de las cuales es valioso, separadas de las actitudes o juicios de cualquier persona. Esto incluye otras variables, como el nombre de la marca, las marcas comerciales y los derechos de autor que generalmente son difíciles de calcular y, a veces, no se reflejan con precisión en el precio de mercado. El valor intrínseco no es lo que los inversores están dispuestos a pagar, sin embargo, es lo que realmente vale el objeto.

## Teoría laboral del valor
En la economía clásica, la teoría del valor trabajo afirma que el valor económico de un bien o servicio está determinado por la cantidad total de trabajo socialmente necesario para producirlo. Cuando se habla en términos de una teoría laboral del valor, el valor sin ningún adjetivo calificativo se refiere teóricamente a la cantidad de trabajo necesaria para la producción de un producto comercializable, incluida la mano de obra necesaria para el desarrollo de cualquier capital utilizado en el proceso de producción. Tanto David Ricardo como Karl Marx intentaron cuantificar y encarnar todos los componentes del trabajo para desarrollar una teoría del precio real o natural de una mercancía. [6]
En cualquier caso, lo que se está abordando son los precios generales, es decir, los precios en conjunto, no un precio específico de un bien o servicio en particular en una circunstancia determinada. Las teorías en cualquiera de las clases permiten desviaciones cuando un precio en particular se alcanza en las transacciones del mercado real, o cuando se establece un precio en algún régimen de fijación de precios.

## Teoría del valor de intercambio
En la economía marxista, la teoría del valor del intercambio, propuesta por I. I. Rubin (1927), es una descripción de la doble naturaleza contraria del trabajo contenido en la mercancía. La mercancía tiene al mismo tiempo, tanto un valor de uso material subjetivo como un valor de intercambio objetivo o valor social.

## Valor de uso
El valor de uso es el valor de un material por la utilidad, el uso o el consumo, y en el que una cosa satisface las necesidades humanas. Un ejemplo de esto es que si alguien quiere construir un cobertizo de madera necesitaría una cierta cantidad y calidad de madera y clavos. Algunos valores de uso no requieren ningún esfuerzo para alcanzarse, por ejemplo, el sol, o algo parecido a la gravedad, que los humanos necesitan para sobrevivir pero no necesitan hacer nada para obtener y aun así tienen valor. Otros valores de uso requieren esfuerzo para alcanzarlos, aumentando su valor de uso. Las necesidades que cumple un objeto y las propiedades físicas, como los usos a los que se puede aplicar el objeto, también se relacionan con el valor de uso.

## Teoría monetaria del valor
El economista marxista John Milios (2003) defiende una teoría monetaria del valor, donde "El dinero es la forma necesaria de aparición del valor (y del capital) en el sentido de que los precios constituyen la única forma de aparición del valor de los productos básicos". Según este análisis, cuando el dinero incorpora la producción en su circulación, funciona como el capital que implementa la relación capitalista y la explotación de la fuerza de trabajo constituye el presupuesto real para esta incorporación.

## Teoría del valor del poder
Los economistas institucionales radicales Jonathan Nitzan y Shimshon Bichler (2009) argumentan que nunca fue posible separar la economía de la política. Esta separación es necesaria para permitir que la economía neoclásica base su teoría en el valor de la utilidad y para que los marxistas basen la teoría del valor en el trabajo abstracto cuantificado. En lugar de una teoría del valor de utilidad (como la economía neoclásica) o una teoría del valor de la mano de obra (como se encuentra en la economía marxista), Nitzan y Bichler proponen una teoría del valor del poder. La estructura de los precios tiene poco que ver con la llamada esfera "material" de la producción y el consumo. La cuantificación del poder en los precios no es la consecuencia de leyes externas, ya sean naturales o históricas, sino completamente de mecanismos internos a la sociedad.
En el capitalismo, el poder es el principio rector enraizado en la centralidad de la propiedad privada. La propiedad privada es totalmente y solo un acto de exclusión institucionalizada, y la exclusión institucionalizada es una cuestión de poder organizado. Y dado que el poder detrás de la propiedad privada está denominado en precios, sostienen Nitzan y Bichler, existe una necesidad de una teoría del valor del poder. Sin embargo, hay un dilema de causalidad en su argumento que ha generado críticas: el poder se basa en la capacidad de las empresas para establecer precios de monopolio, pero la capacidad de establecer precios se basa en empresas que poseen un alto grado de poder en el mercado.
La capitalización, en su teoría, es una medida del poder, como se ilustra a través del valor actual descontado de las ganancias futuras (a la vez que se tienen en cuenta las exageraciones y el riesgo). Esta fórmula es básica para financiarse, que es la lógica general del capitalismo. La lógica también es inherentemente diferencial ya que cada capitalista se esfuerza por acumular mayores ganancias que sus competidores (pero no la maximización de las ganancias). Nitzan y Bichler etiquetan este proceso de acumulación diferencial. Para tener una teoría del valor del poder, es necesario que haya una acumulación diferencial donde la tasa de crecimiento de la capitalización de algunos propietarios sea más rápida que el ritmo promedio de la capitalización general del sector.

## Teoría subjetiva del valor
Artículos principales: Teoría subjetiva del valor y Marginalismo.
La teoría subjetiva del valor es una teoría del valor que cree que el valor de un artículo depende del consumidor. Esta teoría afirma que el valor de un artículo no es dependiente de la mano de obra que acumula un bien, o cualquier propiedad del bien. En su lugar, la teoría subjetiva del valor, considera que un buen valor depende de los deseos y necesidades de los consumidores. El consumidor coloca valor en un elemento mediante la determinación de la utilidad marginal o adicional de la satisfacción de un bien, y decide lo que significa para él.
La moderna teoría subjetiva del valor fue creada por William Stanley Jevons, Léon Walras, y Carl Menger en el siglo XIX. Lo subjetivo de la teoría contradecía la teoría de Karl Marx, que declaró que el valor de un artículo depende de la mano de obra que entra en su producción, y no de la capacidad para satisfacer al consumidor.
La teoría subjetiva del valor ayudó a responder a la "paradoja del diamante y el agua", que muchos creían que no tenía solución. La paradoja del agua y del diamante cuestiona por qué los diamantes son mucho más valiosos que el agua cuando el agua es necesaria para la vida. La teoría subjetiva del valor respondió a esta paradoja al darse cuenta de que el agua, en total, es más valiosa que los diamantes porque las primeras unidades son necesarias para la vida. La diferencia clave entre el agua y los diamantes es que el agua es más abundante y los diamantes son raros. Debido a la disponibilidad, una unidad adicional de diamantes excede el valor de una unidad adicional de agua.
Los temas incluidos en el marginalismo son la utilidad marginal, la tasa marginal de sustitución y los costos de oportunidad. El marginalismo puede aplicarse a la teoría subjetiva del valor porque la teoría subjetiva tiene en cuenta la utilidad marginal de un elemento para ponerle un valor.